# Pluvianus aegyptius
El pluvial (Pluvianus aegyptius), también conocido como corredor egipcio o chorlito egipcio, es una especie de ave caradriforme, la única de la familia Pluvianidae. Se encuentra ampliamente distribuido por ríos y humedales de África. Es la única especie de su género y no se reconocen subespecies.